# Aaron H. Cragin
Aaron H. Cragin (Weston, 1821. február 3. – Washington, 1898. május 10.) az Amerikai Egyesült Államok szenátora (New Hampshire, 1865–1877).